# 박은홍
박은홍(朴恩弘, 1988년 12월 28일(수요일)~현재)은 대한민국의 여자 미스유니버시티고, 가족으로는 언니는 기상캐스터 출신 및 방송인 박은지, YTN 앵커 박은실이 있다. 현재는 패션 디자이너로 활동중이다.

## 학력
- 가톨릭대학교 의류학과, 종교학과 졸업